# المديرية العامة للشؤون الداخلية
المديرية العامة للشؤون الداخلية (بالفرنسية: Direction générale des affaires intérieures)‏ هي مؤسسة أمنية تابعة لوزارة الداخلية المغربية تأسست طبقا لمرسوم متعلق بالجمعيات تعمل على مراقبة الجمعيات المدنية والسياسية والتظاهرات المحلية والجهوية كما تساهم في ترخيص ومراقبة أنشطة الجمعيات المدنية والسياسية تعمل داخل المدن المغربية. تجمعها أجهزة أخرى تابعة أو مستقلة عنها لكن الهدف هو الخدمة السرية المغربية. المديرية العامة للشؤون الداخلية لديها مكتب في الرباط كموقع رسمي تابع لوزارة الداخلية، لها عناصر موجودة في معظم العمالات والأقاليم والمقاطعات ،دورها الرئيسي هو استباق الأحداث التي لا تزال الدولة تتجنبها بطريقة أو بأخرى، هذا الجهاز ارتبط بالمؤسسة الملكية منذ 1976 أي تاريخ إنشائها معروف في دول الجوار بالشرطة السياسية، حيث كان الهدف هو مراقبة عمل المواطنين. بعد هجمات الدار البيضاء يوم 16 مايو2003، أصبحت الحرب على الإرهاب، والمعلومات الاستخبارية عن الأنشطة الإرهابية محور هذه المديرية التي أصبحت تعمل  تحت إشراف وزارة الداخلية.

## مهام المديرية العامة للشؤون الداخلية
تتعدد مهام المديرية العامة للشؤون الداخلية لتشمل:
مراقبة الأمن العام: تتولى المديرية مراقبة الوضع الأمني في مختلف مناطق المملكة، وتعمل على التنسيق بين مختلف الأجهزة الأمنية لضمان الاستجابة السريعة والفعالة لأي تهديدات أمنية.
إدارة الانتخابات: تشرف المديرية على تنظيم ومراقبة الانتخابات الوطنية والمحلية، لضمان نزاهتها وشفافيتها.
التنسيق بين السلطات المحلية: تعمل المديرية على تعزيز التنسيق والتعاون بين مختلف السلطات المحلية، وتقديم الدعم الفني والإداري لها.
مكافحة الجريمة: تتعاون المديرية مع الأجهزة الأمنية الأخرى لمكافحة الجريمة بكافة أشكالها، بما في ذلك الجرائم الإلكترونية والإرهابية.
إدارة الكوارث والأزمات: تلعب المديرية دوراً حاسماً في إدارة الكوارث الطبيعية والأزمات، من خلال التخطيط والاستعداد والتدخل الفوري لتقليل الأضرار وحماية المواطنين.

### الهيكلة التنظيمية
تتكون المديرية العامة للشؤون الداخلية من عدة وحدات وإدارات متخصصة، تعمل كل منها على تنفيذ جزء معين من المهام الموكلة إليها. وتشمل هذه الوحدات:
- إدارة الأمن العام: مختصة بمراقبة الوضع الأمني والتنسيق بين القوات الأمنية.
- إدارة الانتخابات: مسؤولة عن تنظيم ومراقبة العمليات الانتخابية.
- إدارة الشؤون المحلية: تقدم الدعم والتنسيق للسلطات المحلية.
- إدارة الطوارئ والكوارث: تتولى التخطيط والتدخل في حالات الكوارث والأزمات.

### أهمية المديرية العامة للشؤون الداخلية
تعتبر المديرية العامة للشؤون الداخلية من أهم المؤسسات الحكومية في المغرب، نظراً لدورها الحاسم في الحفاظ على استقرار وأمن البلاد. كما تلعب دوراً رئيسياً في ضمان سير العمليات الديمقراطية من خلال الإشراف على الانتخابات، وفي تعزيز التعاون بين مختلف الجهات الحكومية لضمان تقديم خدمات فعالة للمواطنين.

## الخلاصة
المديرية العامة للشؤون الداخلية هي عمود فقري للأمن والاستقرار في المغرب، بفضل دورها الفعال في إدارة الشؤون الداخلية وتنسيق الجهود الأمنية والإدارية على مستوى المملكة. تعد هذه المؤسسة عنصراً أساسياً في تحقيق الأمان والنظام العام، وضمان السلم الاجتماعي، ودعم التنمية المستدامة في البلاد.